# Formazioni di VolleyLigaen danese di pallavolo maschile 2013-2014
Formazioni delle squadre di pallavolo partecipanti alla stagione 2013-2014 del campionato di VolleyLigaen.

## Aalborg HIK Volleyball
| N° | Nome               | Ruolo | Data di nascita   | Nazionalità sportiva |
| -- | ------------------ | ----- | ----------------- | -------------------- |
| -  | Thomas Bertelsen   | All   | 15 ottobre 1971   | Danimarca            |
| 2  | Nicolai Nielsen    | C     | 2 settembre 1992  | Danimarca            |
| 3  | Kenneth Clausen    | L     | 28 maggio 1991    | Danimarca            |
| 4  | Jens Pedersen      | S/O   | 2 marzo 1981      | Danimarca            |
| 5  | Mads Hilligsøe     | S     | 19 aprile 1990    | Danimarca            |
| 6  | Thorvald Danielsen | P     | 6 agosto 1986     | Danimarca            |
| 7  | Niklas Daugaard    | C     | 6 settembre 1992  | Danimarca            |
| 8  | Johannes Larsen    | S/O   | 26 marzo 1995     | Danimarca            |
| 9  | Mikkel Jensen      | S     | 28 gennaio 1995   | Danimarca            |
| 10 | Alexander Andersen | L     | 25 settembre 1993 | Danimarca            |
| 11 | Thomas Kjems       | S/O   | 30 marzo 1995     | Danimarca            |
| 12 | Håvard Andersen    | C     | 29 marzo 1991     | Norvegia             |
| 14 | Mikkel Vestergaard | C     | 25 luglio 1976    | Danimarca            |
| 15 | Patrick Jørgensen  | S     | 1º novembre 1986  | Danimarca            |

## Bedsted KFUM Volleyball
| N° | Nome              | Ruolo | Data di nascita  | Nazionalità sportiva |
| -- | ----------------- | ----- | ---------------- | -------------------- |
| -  | Flemming West     | All   | -                | Danimarca            |
| 1  | Søren Sloth       | C     | 6 marzo 1988     | Danimarca            |
| 2  | Lasse Plougmann   | S     | 28 gennaio 1982  | Danimarca            |
| 3  | Niklas Riis       | S/O   | 7 maggio 1995    | Danimarca            |
| 4  | Christoffer Gade  | S     | 30 gennaio 1995  | Danimarca            |
| 5  | Jeppe Ravn        | P     | 1º novembre 1984 | Danimarca            |
| 6  | Preben Dahlgaard  | P     | 20 novembre 1964 | Danimarca            |
| 7  | Peter Hansen      | C     | 9 dicembre 1994  | Danimarca            |
| 8  | Lars Søndergaard  | S/O   | 26 marzo 1977    | Danimarca            |
| 9  | Morten Andersen   | S     | 31 maggio 1979   | Danimarca            |
| 10 | Steffen Bertelsen | L     | 3 luglio 1980    | Danimarca            |
| 11 | Anders Riis       | C     | 6 agosto 1965    | Danimarca            |
| 12 | Lasse Sørensen    | C     | 24 luglio 1990   | Danimarca            |
| 13 | Christian Riis    | S     | 6 aprile 1976    | Danimarca            |

## Gentofte Volley
| N° | Nome                   | Ruolo | Data di nascita   | Nazionalità sportiva |
| -- | ---------------------- | ----- | ----------------- | -------------------- |
| -  | Peter Borglund         | All   | 20 gennaio 1972   | Danimarca            |
| 1  | Mikkel Møller Andersen | P     | 17 febbraio 1993  | Danimarca            |
| 2  | Thomas Pedersen        | C     | 12 gennaio 1993   | Danimarca            |
| 3  | Ali Alievski           | L     | 13 agosto 1988    | Danimarca            |
| 5  | Carl Blomgren          | S     | 24 settembre 1992 | Svezia               |
| 6  | Mads Møllgaard         | S     | 7 maggio 1995     | Danimarca            |
| 7  | Joakim Larsen          | S     | 16 marzo 1988     | Norvegia             |
| 8  | Jeppe Bach             | L     | 22 aprile 1994    | Danimarca            |
| 9  | Morten Hjulmand        | S     | 30 agosto 1989    | Danimarca            |
| 10 | Martin Bülow           | SO    | 10 ottobre 1984   | Danimarca            |
| 11 | Sebastian Mikelsons    | P     | 1º gennaio 1989   | Danimarca            |
| 11 | Rasmus Mikelsons       | P     | 2 maggio 1998     | Danimarca            |
| 12 | Christian Tang         | C     | 13 febbraio 1994  | Danimarca            |
| 13 | Morten Riisgaard       | C     | 11 giugno 1988    | Danimarca            |
| 14 | Danni Jensen           | P     | 9 maggio 1994     | Danimarca            |
| 15 | Mikkel Simonsen        | C     | 22 novembre 1977  | Danimarca            |

## Holte IF Volleyball
| N° | Nome                | Ruolo | Data di nascita   | Nazionalità sportiva |
| -- | ------------------- | ----- | ----------------- | -------------------- |
| -  | Simon Danielsen     | All   | -                 | Danimarca            |
| 1  | Leonardo Pierobon   | C     | 12 marzo 1987     | Italia               |
| 2  | Martin Madsen       | C     | 5 gennaio 1985    | Danimarca            |
| 3  | Jonathan Jørgensen  | S     | 13 giugno 1994    | Danimarca            |
| 4  | Andrew Haley        | S     | 23 settembre 1985 | Canada               |
| 5  | Alexander Bell      | S/O   | 24 agosto 1989    | Canada               |
| 6  | Jonathan Stemmann   | C     | 17 marzo 1987     | Germania             |
| 7  | Jakob Laursen       | S     | 18 marzo 1987     | Danimarca            |
| 8  | Fabio Pellissero    | S     | 1º maggio 1984    | Italia               |
| 9  | August Søndergaad   | S/O   | 11 agosto 1992    | Danimarca            |
| 10 | Nikolaj Christensen | S/O   | 20 giugno 1991    | Danimarca            |
| 11 | Frederik Holm       | P     | -                 | Danimarca            |
| 12 | Jesper Jensen       | C     | 11 marzo 1984     | Danimarca            |
| 14 | Casper Kure         | L     | 19 ottobre 1983   | Danimarca            |
| 15 | Emil Gade           | C     | 5 marzo 1994      | Danimarca            |
| 16 | Martin Stenderup    | P     | 25 marzo 1985     | Danimarca            |

## Hvidovre Volleyball Klub
| N° | Nome              | Ruolo | Data di nascita   | Nazionalità sportiva |
| -- | ----------------- | ----- | ----------------- | -------------------- |
| -  | Mads Jørgensen    | All   | -                 | Danimarca            |
| 1  | Mathias Petersen  | S     | 8 aprile 1998     | Danimarca            |
| 2  | Dan Aakesen       | L     | 2 gennaio 1984    | Danimarca            |
| 3  | Morten Fog        | C     | 16 dicembre 1986  | Danimarca            |
| 4  | Asbjørn Ried      | C     | 30 aprile 1991    | Danimarca            |
| 5  | Søren Jakobsen    | C     | -                 | Danimarca            |
| 6  | Tim Christensen   | S/O   | 8 luglio 1982     | Danimarca            |
| 7  | Uroš Marinković   | S     | 30 luglio 1992    | Serbia               |
| 8  | Mathias Lambach   | P     | 17 giugno 1993    | Danimarca            |
| 9  | Martin Henningsen | S     | 5 maggio 1974     | Danimarca            |
| 10 | Jon Junker        | P     | 31 agosto 1988    | Danimarca            |
| 11 | Ulrich Tyndeskov  | S     | 12 giugno 1993    | Danimarca            |
| 12 | Nicolai Houmann   | C     | 22 luglio 1994    | Danimarca            |
| 13 | Lars Løvberg      | S     | 9 agosto 1991     | Norvegia             |
| 14 | Martin Mikkelsen  | S     | 15 settembre 1991 | Danimarca            |
| 15 | Vitali Cinne      | S/O   | 2 agosto 1989     | Lettonia             |

## Middelfart Volleyballklub
| N° | Nome                  | Ruolo | Data di nascita   | Nazionalità sportiva |
| -- | --------------------- | ----- | ----------------- | -------------------- |
| -  | Thomas Kröger         | All   | 11 giugno 1979    | Germania             |
| 1  | Nikolai Nielsen       | C     | 18 settembre 1993 | Danimarca            |
| 3  | Morten Overgaard      | S     | 23 dicembre 1992  | Danimarca            |
| 4  | Marjan Spacis         | L     | 29 luglio 1992    | Serbia               |
| 5  | Jacob Winther         | C     | 18 agosto 1986    | Danimarca            |
| 6  | Kasper Nielsen        | L     | 14 gennaio 1993   | Danimarca            |
| 7  | Christoffer Jensen    | S     | 17 agosto 1991    | Danimarca            |
| 8  | Rasmus Nielsen        | S     | 22 maggio 1994    | Danimarca            |
| 9  | Simon Bitsch          | S     | 22 dicembre 1990  | Danimarca            |
| 10 | Jaroslav Bogdanovič   | S/O   | 15 marzo 1990     | Lituania             |
| 11 | Kristján Valdimarsson | C     | 15 febbraio 1989  | Islanda              |
| 12 | Jeff Zornig           | P     | 20 ottobre 1988   | Stati Uniti          |

## Boldklubben Marienlyst|Marienlyst Odense
| N° | Nome                   | Ruolo | Data di nascita  | Nazionalità sportiva |
| -- | ---------------------- | ----- | ---------------- | -------------------- |
| -  | Mikkel Hauge           | All   | -                | Danimarca            |
| 1  | Joshua Walker          | S     | 27 ottobre 1987  | Stati Uniti          |
| 2  | Peter Jensen           | S     | 17 marzo 1990    | Danimarca            |
| 3  | Rasmus Christensen     | C     | 10 agosto 1994   | Danimarca            |
| 6  | Fabian Cantamessi      | S     | 30 ottobre 1987  | Francia              |
| 7  | Sigurd Varming         | S/O   | 19 febbraio 1994 | Danimarca            |
| 9  | Frederik Mikelsons     | L     | 18 aprile 1991   | Danimarca            |
| 10 | Daniel Thomsen         | C     | 4 febbraio 1985  | Danimarca            |
| 11 | Lars Henriksen         | S/O   | 27 luglio 1987   | Norvegia             |
| 12 | Emil Foldager          | P     | 17 luglio 1991   | Danimarca            |
| 13 | Jakob Andersen         | S     | 30 marzo 1990    | Danimarca            |
| 14 | Hafsteinn Valdimarsson | C     | 15 febbraio 1989 | Islanda              |
| 15 | Peter Schøler          | S     | 27 novembre 1990 | Danimarca            |
| 17 | Conor Eaton            | P     | 2 dicembre 1987  | Stati Uniti          |
| 18 | Rune Huss              | C     | 18 maggio 1989   | Danimarca            |

## Randers Novo Volley
| N° | Nome              | Ruolo | Data di nascita   | Nazionalità sportiva |
| -- | ----------------- | ----- | ----------------- | -------------------- |
| -  | Peter Kjellerup   | All   | -                 | Danimarca            |
| 1  | Nicolai Hjøllund  | P     | 2 novembre 1989   | Danimarca            |
| 2  | Jevgen Tyurev     | S     | 19 dicembre 1981  | Ucraina              |
| 3  | Martin Kristensen | C     | 6 settembre 1992  | Danimarca            |
| 4  | Nikolaj Grove     | S     | 23 giugno 1991    | Danimarca            |
| 5  | Thomas Pedersen   | S/O   | 25 giugno 1980    | Danimarca            |
| 6  | Nicolas Frandsen  | C     | 28 agosto 1978    | Danimarca            |
| 7  | Simon Søndergaard | S     | -                 | Danimarca            |
| 8  | Johan Stongum     | L     | 12 aprile 1985    | Danimarca            |
| 9  | Morten Gregersen  | S/O   | 17 febbraio 1989  | Danimarca            |
| 9  | Martin Kjær       | C     | 9 aprile 1994     | Danimarca            |
| 10 | Niels Knudsen     | S     | 1º settembre 1982 | Danimarca            |
| 11 | Nicolaj Bertelsen | P     | 21 luglio 1989    | Danimarca            |
| 14 | Jonas Pedersen    | C     | 27 marzo 1993     | Danimarca            |
| 16 | Jim Pedersen      | L     | 2 novembre 1990   | Danimarca            |